# Gaetano Moroni
Gaetano Moroni (ur. 17 października 1802 w Rzymie, zm. 3 listopada 1883 tamże) – bibliograf, bibliofil i erudyta włoski, autor słownika Dizionario di erudizione storico-ecclesiastica.

## Życiorys
Urodził się w niezbyt zamożnej rodzinie. Najpierw uczęszczał do szkoły podstawowej prowadzonej przez braci szkolnych, a następnie kontynuował naukę dzięki pomocy opata kamedułów z kościoła św. Grzegorza w Rzymie, którym był Mauro (Bartolomeo Cappellari), późniejszy papież Grzegorz XVI. Po nominacji Cappellariego na kardynała, Moroni został jego osobistym kamerdynerem, a po jego wyborze na papieża został mianowany primo aiutante di camera. To właśnie kardynał Cappellari obudził w nim zamiłowanie do wiedzy i do studiowania, kiedy to będąc prefektem Propaganda Fide, powierzył mu zredagowanie Indice generale e ragionato dell’archivio di Propaganda (Indeksu głównego i logicznego archiwum Kongregacji). Przy tej okazji Moroni rozpoczął kompilowanie osobistego zbioru informacji zdobytych podczas lektury dokumentów znajdujących się w archiwum. Pełnił też funkcję sekretarza podczas wyboru papieża Piusa VIII w 1829, a następnie samego Grzegorza XVI w 1830, który to mianował go secondo aiutande di camera. Swoje doświadczenie jako konklawisty zawarł w Giornale storico-politico-ceremoniale delle sede vacante e il conclave per l’elezione di Pio VIII e Gregorio XVI, dziele, które nie zostało jednak wydane.
Stając się współpracownikiem Grzegorza XVI, wykazał nadzwyczajną pracowitość, wyrażającą się choćby poprzez ponad 100 listów napisanych podczas tego pontyfikatu, a także poprzez dzieła historyczne i inne, które powstały na skutek podejmowanych zadań. Jako bibliofil zgromadził bogatą bibliotekę, wzbogaconą przez kolekcję rycin rzymskich Piranesiego, w 21 tomach, sprzedaną po śmierci Moroniego bibliotece uniwersytetu w Georgetown.

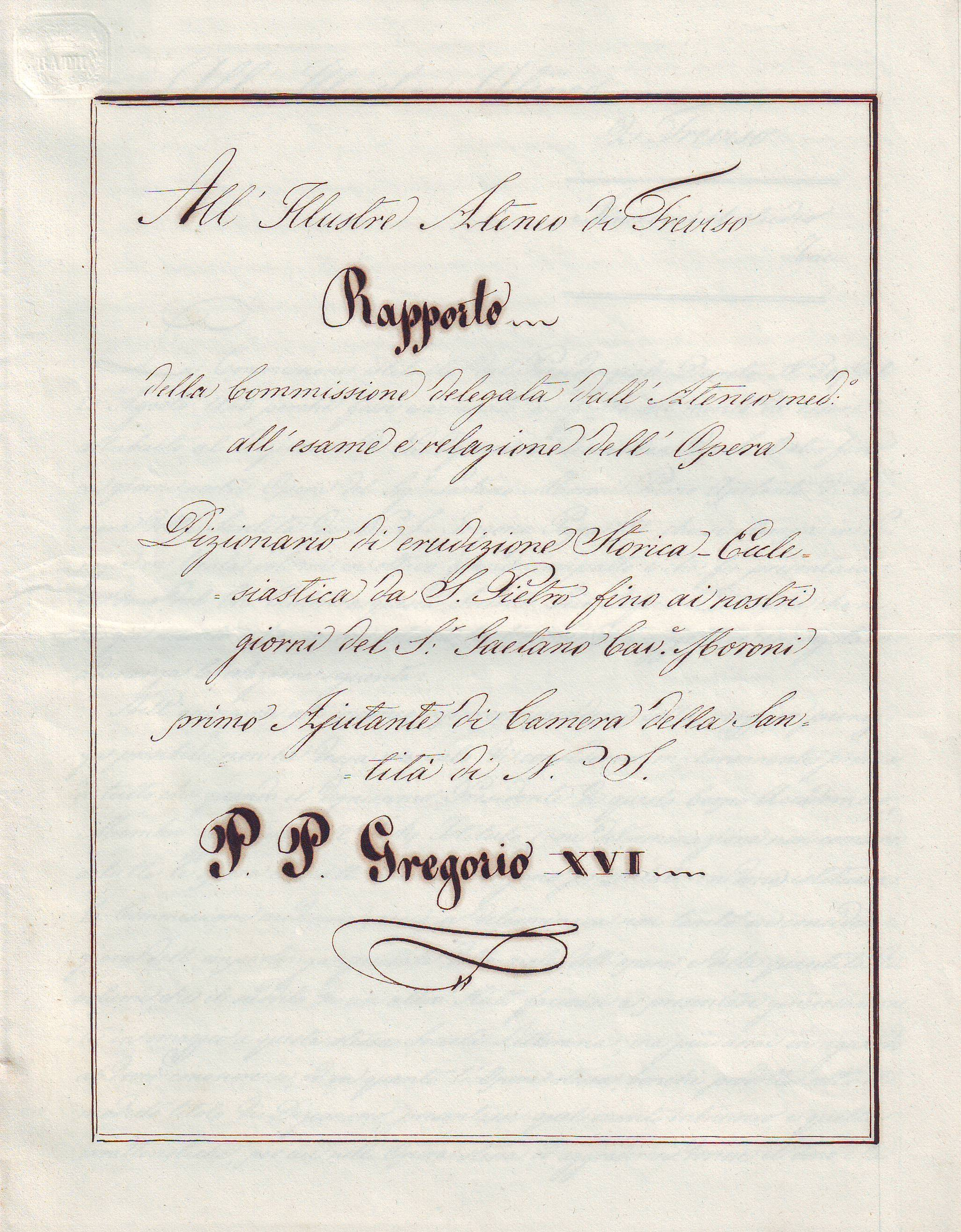
Raport Ateneo di Treviso dotyczący dzieła Moroniego Dizionario di erudizione storica-ecclesiastica

Po śmierci Grzegorza XVI (1846) Moroni kontynuował swoją działalność za pontyfikatu Piusa IX. W 1849 wycofał się z życia publicznego i zajął się głównie uzupełnianiem najobszerniejszego w Italii dzieła dotyczącego wiedzy kościelnej – 103 woluminów Dizionario di erudizione storico-ecclesiastica (1840–1861) oraz sześciu tomów indeksów (1878–1879). Chociaż dziś dzieło to uważane jest za przestarzałe, to jednak ciągle pozostaje kopalnią informacji na temat Kurii Watykańskiej, czy administracji Państwa Kościelnego, które nigdzie indziej się nie zachowały. Moroni poświęcał pracy nad tym dziełem po szesnaście godzin dziennie. Wiele aspektów tak intensywnej pracy Moroniego przypomina sposób działania Francesco Cancellieriego, za ucznia którego się uznawał.
Chociaż cieszył się szacunkiem i przyjaźnią ludzi Kościoła, uczonych i erudytów, jak Nicholasa Wisemana, czy Antonia Rosmini-Serbatiego, to jednak jako współpracownik Grzegorza XVI był często przedmiotem paszkwili. Giuseppe Gioachino Belli zamieścił w Ghitanino liczne sonety, w których zarzucał mu skromne pochodzenie oraz to, że jako chłopiec pomagał w pracy swemu ojcu fryzjerowi, a także insynuował, że przychylność papieską zyskał w rzeczywistości dzięki żonie. Życie Moroniego, obfitujące w zaszczyty i wyrazy uznania, było jednak naznaczone smutkiem z powodu przedwczesnej śmierci jedynego syna, któremu dał na imię Grzegorz, na cześć papieża, swego dobroczyńcy.
Rzym nazwał jego imieniem ulicę w dzielnicy Nomentano (nie mylić z Vicolo Moroni na Zatybrzu).

## Dzieła
- Cenni cronologici sul sommo pontefice Gregorio XVI, Venezia, Tipografia Emiliana, 1837.
- Le cappelle pontificie cardinalizie e prelatizie, Venezia, Tipografia Emiliana, 1841.
- Dizionario di erudizione storico-ecclesiastica da San Pietro ai nostri giorni, specialmente intorno ai principali santi, beati, martiri, padri, ai sommi pontefici, cardinali e più celebri scrittori ecclesiastici, ai varii gradi della gerarchia della chiesa cattolica, alle città patriarcali, arcivescovili e vescovili, agli scismi, alle eresie, ai concilii, alle feste più solenni, ai riti, alle cerimonie sacre, alle cappelle papali, cardinalizie e prelatizie, agli ordini religiosi, militari, equestri ed ospitalieri, non che alla corte e curia romana ed alla famiglia pontificia, ec. ec. ec., compilato da Gaetano Moroni Romano primo aiutante di camera di Sua Santità, Venezia, Tipografia Emiliana, 1840-1879. online
- Sanseverino: città vescovile dello Stato Pontificio, Venezia, Tipografia Emiliana, 1856.
- Risposta all’autore delle Notizie storiche della Chiesa di Verona intorno alla verita delle sacre reliquie de santi Fermo, Rustico, e Procolo, che conservansi nella chiesa cattedrale della città di Bergamo, Bergamo, Fratelli Rossi, 1849.
- Delle pontificie funzioni della settimana santa e del solenne pontificale di Pasqua, descrizione di Gaetano Moroni, Venezia, dalla Tipografia Emiliana, 1842.
- Le cappelle pontificie cardinalizie e prelatizie: opera storico-liturgica, di Gaetano Moroni romano, primo aiutante di camera di Sua Santità Gregorio XVI, Venezia, Tipografia emiliana, 1841.